# Assunto Mori
Assunto Mori (Giuncarico, 1872 – Roma, 1956) è stato un geografo italiano.
Docente all'università di Roma dal 1923 al 1946, fu autore di commenti ed edizioni a geografi precedenti, tra cui spiccano Marziano Capella (1911) e Francesco Berlinghieri (1894).
Raccolse le sue opere in Scritti geografici (1960); tale sarà anche il titolo di una raccolta del 1984 di suo figlio Alberto Mori.